# نکنمارکت
نکنمارکت (به آلمانی: Neckenmarkt) یک منطقهٔ مسکونی در اتریش است که در ناحیه اوبرپولندورف واقع شده‌است. نکنمارکت ۱٬۶۸۵ نفر جمعیت دارد.